# لورانس أوهارا
لورانس أوهارا (بالإنجليزية: Lawrence O'Hara)‏ هو سياسي أسترالي، ولد في 30 أبريل 1889، وتوفي في 14 يونيو 1919. حزبياً، نشط في حزب العمال الأسترالي. وقد انتخب عضو الجمعية التشريعية نيو ساوث ويلز.